# Александрия (яхта, 1851)

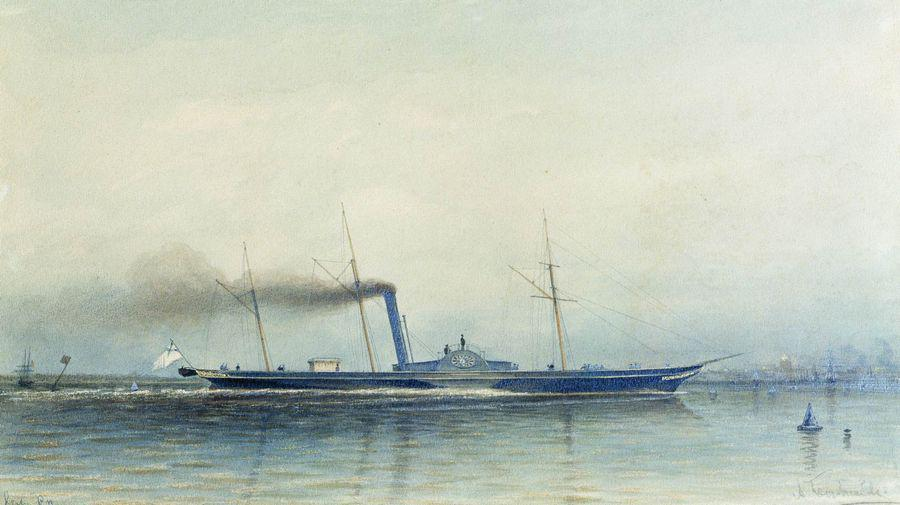
А. П. Боголюбов. Императорская паровая яхта «Александрия» 1852 года, 1852 год

Александрия — по существу первая паровая императорская яхта — служила четырём императорам: Николаю I, Александру II, Александру III и Николаю II.
Команда для императорской яхты формировалась Гвардейским экипажем, а яхта входила в состав его судов.

## История
В честь жены Николая I императрицы Александры Федоровны 30 декабря 1831 года заложили 6-пушечный колёсный пароход получивший имя «Александрия». Его проектировал и строил на Охтинской верфи В. Ф. Стоке. Двухмачтовая «Александрия», спущенная на воду 4 июля 1832 года, имела длину 35,7 метра, ширину 6,1 метра и паровую машину мощностью 90 л.с.. Она служила в качестве яхты императорской фамилии до 1851 года, когда стала называться вооруженным пароходом «Тосна», и под этим именем прослужила в Балтийском флоте до конца 1853 года.
6 ноября 1850 года у острова Эзель разбился колесный пароход «Петергоф», шедший в Кронштадт из Англии, где он строился для дальнейшей службы в качестве «яхты государя императора». Узнав о гибели «Петергофа», Николай I распорядился заказать в Англии другой пароход, не дожидаясь получения причитавшейся России страховой премии.
6 мая 1851 года состоялась церемония закладки новой царской яхты, 5 августа состоялся торжественный спуск второй «Александрии» на воду. 23 октября на Темзе близ Грейвсенд провели испытания «Александрии». При осадке 1,22 м она показала скорость хода 13,95 уз (больше, чем у самого быстроходного парохода темзенской линии — «Jupiter»). После зимовки в Ост-Индских доках «Александрия» пришла в Кронштадт (с английским экипажем под командой английского капитана Т. Поля) 31 мая 1852 года. После проведения окончательных испытаний в России 1 июня 1852 года яхту включили в состав судов Гвардейского экипажа, переведя на неё опытный экипаж с парохода «Невка» во главе с его командиром капитаном 1 ранга А.Беляниным. 14 июня император Николай I совершил на яхте свой первый поход в Кронштадт.
С этого дня началась более чем полувековая служба яхты. Её исключили из списков флота только 31 октября 1906 года.

## Конструкция
Трехмачтовая яхта с железным корпусом при водоизмещении 228 тонн имела длину 54,9 м, две паровые машины общей мощностью 140 л.с. вращали гребные колеса. Особо следует отметить малую осадку яхты (1,22 м), предусмотренную контрактом на её постройку и строго соблюденную верфью. Дело в том, что «Александрии» предстояло в основном преодолевать мелководные невские бары и мели Финского залива во время её походов в Петергоф, а также постоянно дежурить на петергофском рейде с малыми глубинами против летней императорской резиденции.
Вместо носовой фигуры яхта имела геральдический щит, подобный тому, какой был на прежнем пароходе «Александрия». Кроме того предусматривалось, что в дальнейшем, как это было на пароходе «Александрия», все предметы царских помещений новой яхты — бронза, столовое серебро, хрусталь и фарфор — должны иметь герб Александрии. На заключительном этапе строительства яхты английские резчики по дереву дополнили носовое украшение с гербом Александрии, увенчанным царской короной, двумя крыльями-накладками с рельефными орнаментами из вязи листьев аканта. Подобные же крылья украшали кормовую оконечность судна.
Кроме того на фальшборту голубого цвета поместили 22 резных золоченых орла по примеру подобных орлов на яхте «Дружба» и пароходе «Александрия». Летом 1853 года он пожаловал «Александрии» изображение звезды ордена Андрея Первозванного в сочетании с английским орденом Подвязки по утверждённому им рисунку. Если орлы с бортов яхты к навигации 1855 года были сняты, то композиция из звезды русского ордена с английским сохранялась на её колесных кожухах до 1901 года. В том же 1853 году на яхту поставили три однофунтовые медные салютные пушки на лакированных лафетах.

## Служба
Яхта курсировала главным образом между Санкт-Петербургом, Петергофом и Кронштадтом, иногда совершая и более длительные плавания. Всего с 1851 по 1902 год яхта совершила 326 походов.
Николай I ходил на «Александрии» в 1852—1854 годах только в Петергоф либо Кронштадт. Очень много плавал на «Александрии» Александр II. Когда английская эскадра во время Крымской войны подходила к Кронштадту, он на яхте 19 мая и 4 августа 1855 года выходил на кронштадтский рейд и наблюдал за эволюциями кораблей противника и их перестрелкой с нашими канонерскими лодками.
В 1856 году у Кронштадта яхта «Александрия» столкнулась с клипером «Джигит», при столкновении погиб офицер из команды яхты. При этом на борту яхты находился император Александр II.
В 1858 году на корабле нёс службу Константин Александрович Гирс (1829—1888) — будущий контр-адмирал Российского императорского флота. С 1858 года на протяжении 26 лет яхтой командовал Леонтий Эйлер. Летом 1862 года Россию с официальным визитом посетила английская эскадра. Император встретил её на «Александрии» и, приняв на яхту принца Альберта герцога Эдинбургского, доставил его в Ораниенбаум. Летом 1863 года «Александрия» совершила своё первое плавание в финские шхеры.
14 сентября 1868 года на «Александрии» император и императрица встречали датскую принцессу Марию-Софию-Фредерику-Дагмару, будущую супругу великого князя Александра Александровича, императора России с 1881 по 1894 год.
Неоднократно «Александрия» предоставлялась в распоряжение глав иностранных держав, посещавших Россию: в 1868 году — королевы Дании, в 1872 и 1876 годах — короля Греции, в 1873 году — персидского шаха и в 1876 году — императора Бразилии.

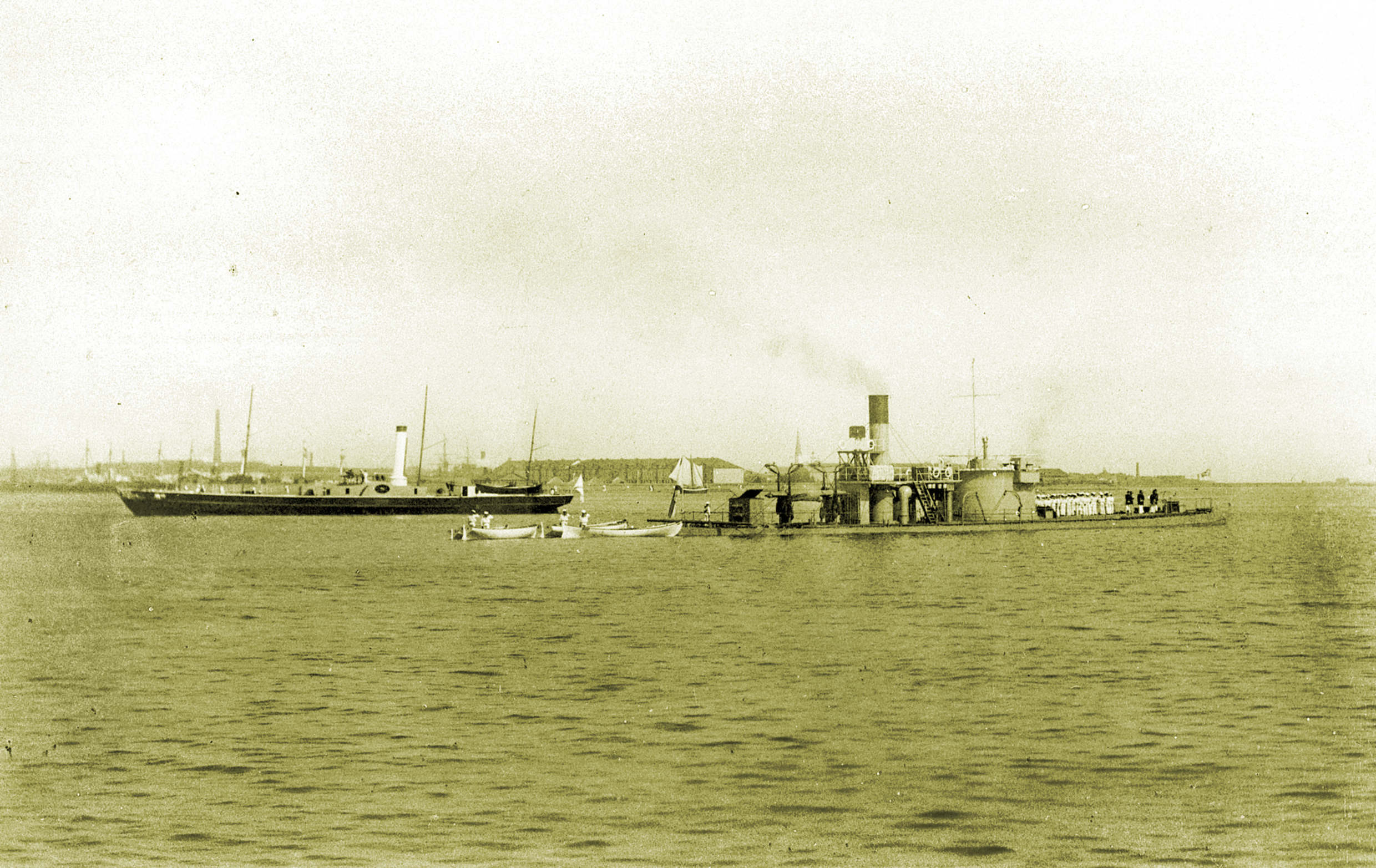
Броненосец «Вещун» и императорская яхта «Александрия» с Александром III и великими князьями с большой свитой во время встречи германского императора Вильгельма II на яхте «Hohenzollern», рейд Кронштадта, 7 июля 1888 года.

Помимо походов в бассейне Финского залива, на «Александрии» императорская семья совершала плавания по Ладожскому озеру и связанным с ним каналам. Так, летом 1852 года Александр II с семьей посетил на ней Лодейное поле и остров Валаам, а Александр III с императрицей Марией Федоровной в июне 1883 года ходил на яхте на открытие Свирского и Ново-Сясьского каналов. При их открытии через каналы протягивалась голубая шелковая лента, которую, стоя на ходовом мостике «Александрии», перерезала императрица.
Ещё долгие годы «Александрия» участвовала в различных церемониях и встречах глав иностранных держав. На ней 7 июля 1888 года Александр III с великими князьями и большой свитой встретил на подходе к Кронштадту яхту «Hohenzollern», на которой впервые посетил Россию германский император Вильгельм II.